# Partido Agrario Español
El Partido Agrario Español fue una organización política española de derecha, en la que se integraron un gran número de representantes de la vieja clase política característica de la monarquía de Alfonso XII que había inaugurado en 1876 Antonio Cánovas del Castillo al redactar la Constitución de 1876, en vigor desde ese año hasta 1923 y de 1930 a 1931. 
Fundado oficiosamente el 11 de enero de 1934 en Madrid, no será un partido completamente legal hasta el 1 de febrero de aquel mismo año, tras ser obligados sus diputados, por parte de la presidencia de la II República, a declararse públicamente republicanos (lo cual supuso una pequeña escisión entre sus miembros, algunos de los cuales eran destacados monárquicos, devolviendo sus actas algunos de ellos, o pasándose a otros grupos políticos).

## Precedentes: la Minoría (Popular) Agraria
Antes de constituirse como partido político, los Agrarios constituyeron una minoría dentro de otras formaciones mayores de derecha, dentro de las que sus más destacados miembros se presentaban generalmente como independientes. Dichos integrantes, señalándose los años de su elección como diputados, fueron:
| - Por la Provincia de Ávila: - Nicasio Velayos y Velayos (1931 y 1933). - Por la Provincia de Burgos: - José Martínez de Velasco y Escolar (1931 y 1933). - Tomás Alonso de Armiño y Calleja (1931 y 1933). - Ramón de la Cuesta y Cobo de la Torre (1931 y 1933). - Francisco Estévanez y Rodríguez (1931 y 1933). - Auruelio Gómez y González (1931 y 1933). - Ricardo Gómez y Rojí (1931). - Ángel García y Vedoya (1933). - Eduardo García del Pecho (1936). - Por la Provincia de Ciudad Real: - Andrés Maroto y Rodríguez de Vera (1933). - Por la Provincia de Córdoba: - Antonio Navajas Moreno (1933). - Por la Provincia de Cuenca: - Joaquín Fanjul y Goñi (1931 y 1933). - Modesto Gosálvez-Fuentes y Manresa (1931 y 1933). - Por la Provincia de Guadalajara: - Álvaro de Figueroa y Torres (1931 y 1933). - Por la Provincia de Huesca: - José Moncasi y Sangenis (1933). - José Romero y Radigales (1933). - Por la Provincia de Jaén: - León Carlos Álvarez y Lara (1933). - José Blanco y Rodríguez (1933). - José Cos y Serrano (1933). | - Por la Provincia de León: - Antonio Pérez y Crespo (1933). - Manuel Sáenz de Miera y Millán (1933). - Por la Provincia de Logroño: - Tomás Ortiz de Solórzano y Ortiz de la Puente (1931 y 1933). - Por la Provincia de Lugo: - Luis Rodríguez de Viguri y Seoane (1933). - Felipe de Lazcano y Morales de Setién (1933). - Manuel Saco y Rivera (1933). - Por la Provincia de Murcia: - Tomás Maestre y Zapata (1933). - Por la Provincia de Orense: - Antonio Taboada y Tundidor (1933). - Por la Provincia de Palencia: - Abilio Calderón y Rojo (1931 y 1933). - Por la Provincia de Pontevedra: - Alfredo García y Ramos (1933). - Por la Provincia de Salamanca: - Cándido Casanueva y Gorjón (1931 y 1933). - José María Lamamié de Clairac y de la Colina (1931 y 1933). - Por la Provincia de Santa Cruz de Tenerife: - Andrés de Arroyo y González de Chaves (1931). - Por la provincia de Santander: - Pedro Sainz y Rodríguez (1931 y 1933). - Lauro Fernández y González (1931). | - Por la Provincia de Sevilla: - Luis de Alarcón y de la Lastra (1933). - Luis Amores y Jiménez (1933). - Por la Provincia de Segovia: - Rufino Cano de Rueda (1931 y 1933). - Por la Provincia de Soria: - José Martínez y de Azagra (1933). - Por la Provincia de Teruel: - Leopoldo Igual y Padilla (1933). - Por la Provincia de Toledo: - Dimas de Madariaga y Almendros (1931 y 1933). - Ramón Molina y Nieto (1931 y 1933). - Constantino de la Vega y Gregorio (1933). - Por la Provincia de Valladolid: - Antonio Royo y Villanova (1931 y 1933). - Pedro Martín y Martín (1931 y 1933). - Blas Cantalapiedra y Gutiérrez (1933). - Por la Provincia de Zamora: - José María Cid Ruiz-Zorrilla (1931 y 1933). - Vicente Tomé y Prieto (1933). - Por la Provincia de Zaragoza: - Santiago Guallar y Poza (1931 y 1933). |

En las Cortes Constituyentes ya se hicieron notar algunos de quienes habrían de ser a la postre sus principales dirigentes: Antonio Royo Villanova, célebre por su cerrada oposición al Estatuto de autonomía de Cataluña de 1932; José María Cid, tenaz opositor a la ley de Reforma Agraria; y José Martínez de Velasco, presidente, a la sazón, de dicha minoría, convertida en baluarte combativo de las diversas derechas no republicanas.
En el debate de totalidad del proyecto de Constitución de 1931 su portavoz fue el canónigo y diputado por Burgos, Ricardo Gómez y Rojí. Durante su intervención se opuso al proyecto presentado por la Comisión de Constitución fundamentalmente en tres cuestiones a las que dedicó casi toda su intervención: el derecho de propiedad privada (un "derecho natural" amenazado porque el proyecto abría "las puertas para un exagerado socialismo"), la familia (oponiéndose al divorcio porque el matrimonio es "sagrado" y por tanto indisoluble) y la Iglesia católica, oponiéndose a la libertad de cultos y a la separación de la Iglesia y del Estado, así como a la disolución de las órdenes religiosas. En este aspecto consideraba el proyecto de la Comisión de Constitución "anticatólico" y "antimoral".

¿Es, señores, la libertad de conciencia un derecho del hombre? (...) Si por libertad de conciencia se entiende que cada uno es libre para formar la opinión que quiera, sin mirar si es falsa o es verdadera, esto, señores, no es un derecho del hombre: el hombre tiene la obligación de ver cuál es lo verdadero, para seguirlo, o cuál es lo falso, para apartarse de ello. (...) La tolerancia civil absoluta, en la que hay principios iguales para todos los cultos y todas las religiones, por lo mismo que confunde lo verdadero con lo falso, esa tolerancia civil ni es digna en el terreno de las ideas, ni es útil en el terreno de los hechos, ni es sistema de gobierno para los pueblos. (...) ¿Qué diremos de la separación de la Iglesia y el Estado? La creemos falsa, la creemos injusta y la creemos de tristes efectos para el pueblo

Como medida de protesta por la aprobación del artículo 26 de la Constitución la Minoría Agraria, junto con el otro grupo de la derecha católica, la Minoría Vasco-Navarra, se retiró de las Cortes Constituyentes, iniciando con el manifiesto que las dos minorías publicaron conjuntamente una campaña de movilizaciones y de protestas de los católicos a favor de la revisión de la Constitución.

La intransigencia de las Cortes y su divorcio del sentir del pueblo, manifestados en el criterio relativo a la propiedad, la familia, la enseñanza y aun a los fundamentos mismos de la ordenación social... ha culminado en los preceptos relativos a la cuestión religiosa. El acuerdo de los núcleos de mayoría dio por resultado la redacción de un artículo netamente persecutorio, disfrazado con apariencias de medida salvadora del régimen. (...) Denegado a la Iglesia católica y a sus instituciones un régimen de derecho común de simple ciudadanía, con quebranto de los más elementales derechos del hombre... la Constitución que va a aprobarse no puede ser nuestra. (...) Nosotros levantamos ya desde ahora, dentro de la ley, la bandera de su revisión. Si en las Cortes nos desentendemos del problema, lo llevamos sin rebozo ante la opinión en una intensa campaña que desde ahora iniciamos. (...) Dirigimos a los católicos un llamamiento enérgico y apremiante a la acción. La Constitución política, nutrida de espíritu sectario, no existe para nosotros. Frente a ella, todos unidos como hermanos. (...) El esfuerzo que estérilmente habríamos de desarrollar en la elaboración de una Constitución antirreligiosa y antisocial, lo emplearemos en mover a la opinión contra ella

También tuvo gran relevancia en la oposición a la reforma agraria del ministro Marcelino Domingo Sanjuán (Izquierda Republicana). Ganó escaños en el medio rural durante el bienio radical-cedista de la II República. En sus filas había pequeños y medianos agricultores defensores de la propiedad privada y de los latifundios tradicionales, especialmente en la Región de León y en Castilla la Vieja.

## Miembros destacados

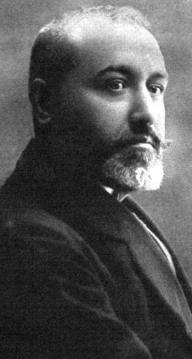
Royo Villanova, uno de los más destacados miembros del PAE.

Los agrarios formaron parte de los gobiernos republicanos de manera prácticamente ininterrumpida de diciembre de 1933 a diciembre de 1935. El que sería su fundador y primer presidente, José Martínez de Velasco y Escolar, y otros miembros destacados, como Nicasio Velayos y Velayos, Antonio Royo y Villanova y José María Cid y Ruiz-Zorrilla, llegaron a ocupar ministerios durante el bienio radical-cedista (1933-1935). Así, Cid ocupó las carteras de Comunicaciones (diciembre de 1933 a octubre de 1934) y de Obras Públicas (octubre de 1934 a marzo de 1935). Royo Villanova desempeñó la cartera de Marina al tiempo que Velayos ocupó la de Agricultura (de mayo a septiembre de 1935). Martínez de Velasco, finalmente, sustituyó a Velayos en el ministerio de Agricultura (unido al de Industria y Comercio) y acabó por ocupar, hasta diciembre de 1935, la cartera de Estado. Fue también Alcalde de Madrid.
Otros destacados personajes de la vida pública española de aquellos años, como Nicolás Franco Bahamonde, hermano mayor de Francisco Franco, pertenecieron al partido, llegando a ser su Secretario General, o Antonio Rodríguez Cid.
En las elecciones de febrero de 1936 el Partido Agrario Español se presentó por primera vez en solitario, pero solo obtuvo 13 diputados, que se quedaron en 11 al ser anuladas las elecciones en Granada y pasarse un agrario a las filas de otro partido. Tras el estallido de la Guerra Civil, Martínez de Velasco fue detenido y asesinado en la Cárcel Modelo de Madrid, en agosto de 1936. El partido desapareció y los dirigentes que sobrevivieron apoyaron al bando franquista y se integraron más tarde en el régimen de Franco.

## Grupos afines
El Partido Agrario Español contó con algunos antecedentes, entre los cuales el más importante fue el Partido Nacional Agrario (PNA), creado en Valladolid en mayo de 1930 y encabezado por Francisco Rodríguez y Roldán. Tuvo su epicentro en las zonas trigueras de Valladolid y Zamora, mas desapareció con la llegada de la II República. Algunos de sus miembros, como el diputado Pedro Martín y Martín, se integrarían en la Minoría Agraria de las Cortes Constituyentes republicanas y, posteriormente, en el propio Partido Agrario Español.
Durante la época republicana proliferaron, junto al Partido Agrario Español, coaliciones electorales y partidos, generalmente de signo conservador, que se denominaban también "agrarios", cuyo propósito no era otro que lograr el apoyo de los agricultores en las zonas rurales. Así, en las elecciones de 1931 concurrió en Burgos la candidatura llamada Católico-Agraria, compuesta por el tradicionalista Francisco Estévanez y Rodríguez y el canónigo de la catedral Ricardo Gómez y Rojí. En 1933 se presentaron, asimismo en Burgos, tres candidatos de Acción Rural, uno de los cuales, Ángel García y Vedoya, se contaría entre los fundadores del Partido Agrario Español.
Igualmente, durante el primer bienio republicano, de forma paralela a la actividad de la Minoría Agraria, aparecieron numerosas organizaciones de ámbito regional y provincial que se denominaron "agrarias", ligadas en buena medida a la Confederación Nacional Católico-Agraria (CNCA) y que en su mayoría se unirían a la derechista Acción Popular para crear la CEDA. La CEDA, de hecho, rivalizó con los agrarios a la hora de lograr el apoyo de los propietarios rurales conservadores.
Por otra parte, en razón de su aceptación de la República, pueden considerarse afines al Partido Agrario Español otras formaciones, como el Partido Republicano Progresista de Niceto Alcalá-Zamora y Torres, el Partido Republicano Conservador de Miguel Maura y Gamazo o el Partido Republicano Liberal Demócrata de Melquíades Álvarez y González-Posada. Todas ellas defendían un republicanismo conservador que buscaba rectificar algunas de las políticas del primer bienio republicano, caso de la política religiosa (plasmada en el artículo 26 de la Constitución y en la Ley de Confesiones y Congregaciones) o la política agraria (plasmada en una ley de Reforma Agraria y en otras medidas complementarias que suscitaron la oposición de muchos propietarios).